# Solpuga
Solpuga es un género de arácnido  del orden Solifugae de la familia Solpugidae.

## Especies
Las especies de este género son:
- Solpuga alstoni Purcell, 1902
- Solpuga angolensis (Roewer, 1933)
- Solpuga atriceps Lawrence, 1949
- Solpuga bechuanica Hewitt, 1914
- Solpuga bovicornis Lawrence, 1929
- Solpuga brunnipes (Dufour, 1861)
- Solpuga butleri Pocock, 1895
- Solpuga carvalhoi Lawrence, 1960
- Solpuga centenariorum Frade, 1941
- Solpuga chelicornis Lichtenstein, 1796
- Solpuga conservatorum (Lawrence, 1964)
- Solpuga festae Borelli, 1925
- Solpuga fitzsimonsi Lawrence, 1935
- Solpuga hewitti Hirst, 1916
- Solpuga hispidicelis Lawrence, 1964
- Solpuga machadoi Lawrence, 1960
- Solpuga massaica Roewer, 1941
- Solpuga matabelena Chamberlin, 1925
- Solpuga mulongoa Benoit, 1960
- Solpuga praedatrix Lawrence, 1968
- Solpuga richardi Roewer, 1950
- Solpuga robusta Frade, 1940
- Solpuga roeweri Fage, 1936
  - Solpuga roeweri roeweri
- Solpuga rufescens C. L. Koch, 1842
- Solpuga simplex Benoit, 1960
- Solpuga suffusca Hewitt, 1916
- Solpuga truncata (Lawrence, 1968)
- Solpuga upembana Roewer, 1952
- Solpuga venosa Purcell, 1899
- Solpuga villosa Purcell, 1899
- Solpuga wittei Roewer, 1952
- Solpuga zuluana LLawrence 1937